# Sarma (warenhuis)

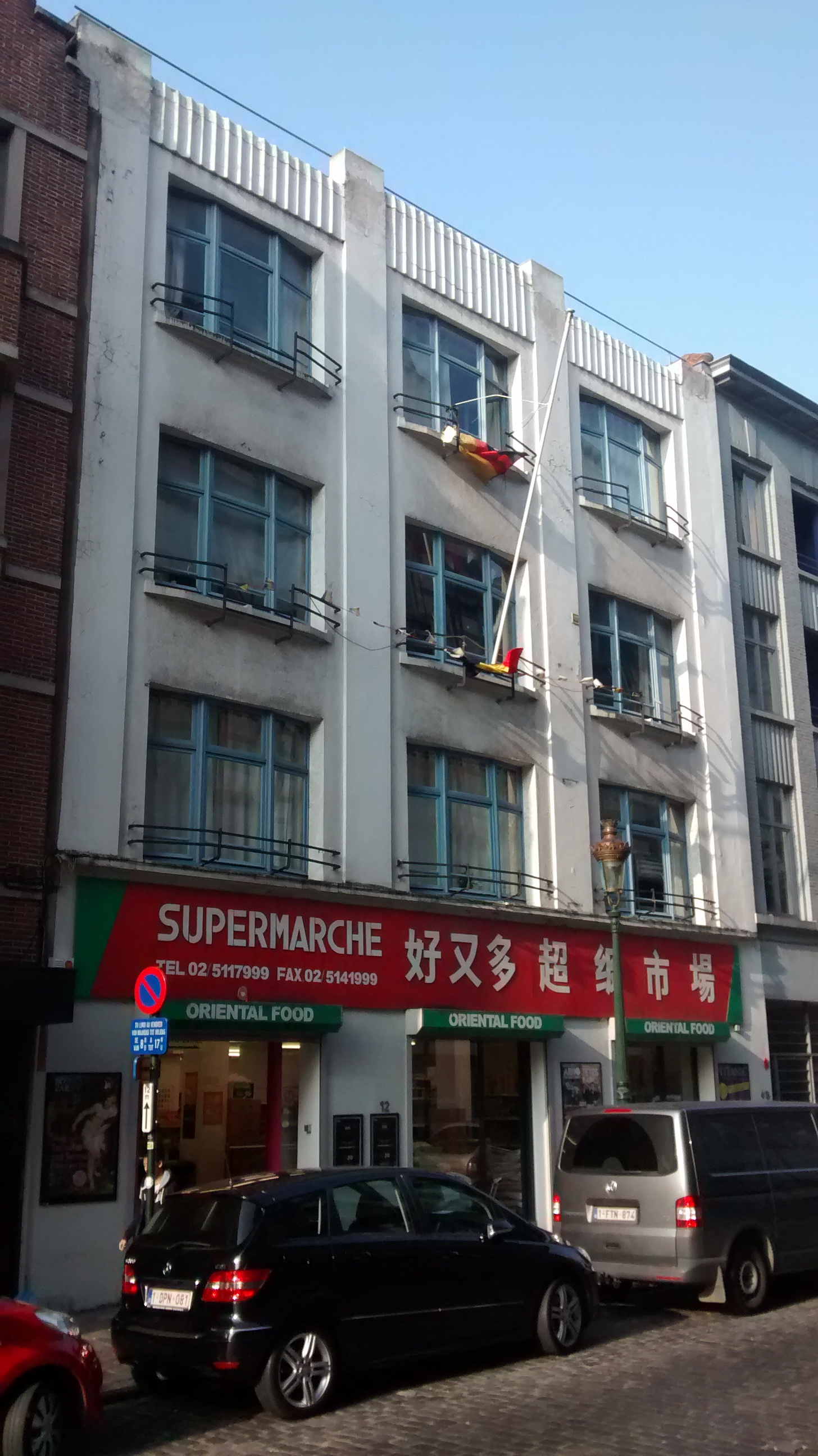
De voormalige hoofdwinkel in de Sint-Katelijnestraat te Brussel (1930-1988)

Sarma was een Belgische warenhuisketen die bestond tussen 1928 en 2004. Sarma is de afkorting van Société Anonyme pour la Revente d'articles de MAsse (Naamloze vennootschap voor de wederverkoop van massa-artikelen). 

## Geschiedenis

### Als zelfstandig bedrijf
Een van de initiatiefnemers van de oprichting van Sarma was baron Jean van Gysel de Meise (1885-1956) die tijdens de Eerste Wereldoorlog in Le Havre verbleef en er kennismaakte met de distributiewereld. Na de oorlog startte hij een grote veekwekerij in Katanga, Belgisch-Congo In 1928 keerde Van Gysel terug naar België, en in 1929 werd hij gedelegeerd bestuurder van het nieuw opgerichte Sarma. Hij werd onmiddellijk geconfronteerd met de economische crisis van de jaren 1930. Sarma paste als eerste in België het principe van de eenheidsprijzen toe: de meest populaire artikelen werden verkocht tegen een vijftal vaste prijzen. Niet zozeer de kwaliteit werd aangeprezen maar wel de vaste lage eenheidsprijs. Dit principe was een groot succes en er werden verscheidene nieuwe warenhuizen geopend. In 1936 was Sarma reeds marktleider in België. 
In 1937 kwam er echter een wet op de bescherming van de kleinhandel. Deze wet bepaalde dat ketens geen nieuwe vestigingen meer mochten openen. Deze wet vertraagde de groei van Sarma en ze werd pas opnieuw afgeschaft in 1959.
Na de Tweede Wereldoorlog werd het systeem van de eenheidsprijzen onpopulair waardoor Sarma een andere koers diende te gaan varen. Hierdoor kwamen ze in het vaarwater van concurrenten zoals Grand Bazar, Innovation en Au Bon Marché terecht.

### Overnames
Op het einde van de jaren 1960 werd Sarma, samen met het eveneens door Van Gysel in 1933 gestichte Nopri, overgenomen door de Amerikaanse warenhuisketen J.C. Penney. Deze keten investeerde fors in Sarma en de eerste Sarma-hypermarkten werden gebouwd. Hier werd de nadruk vooral op kwaliteit gelegd. Bij de hypermarkten werd telkens een Lunch Garden-restaurant voorzien. Eind 1976 hadden de Amerikanen 79 Sarma-warenhuizen en 205 Nopri-supermarkten in hun bezit. Het marktaandeel van Sarma begon echter achteruit te gaan en de Amerikanen verkochten Sarma-Nopri in 1987 aan de GIB Group, de groep van de vroegere concurrenten van Sarma die ondertussen samengegaan waren.
Er werden zware reorganisaties doorgevoerd en onder de vleugels van de groep werd Sarmag opgericht waarin de nog resterende 14 hypermarkten (Sarma-Star) en de 32 warenhuizen (Sarma-Shop) werden ondergebracht. Geleidelijk aan werden de hypermarkten omgevormd tot een Maxi GB-vestiging en de warenhuizen tot Nopri of Super GB. De Lunch Garden-restaurants sloegen echter wel aan. In 1996 fuseerden Resto GB en Lunch Garden, en alle warenhuisrestaurants van de groep werden omgevormd tot Lunch Garden-restaurants.
Op het einde van de 20ste eeuw begon de GIB Group zijn onderdelen te verkopen en in 1997 werden de overblijvende Sarma-warenhuizen, die bijna alle in de stadscentra gelegen waren, verkocht aan Koninklijke Bijenkorf Beheer (KBB), de groep achter de Nederlandse warenhuisketen De Bijenkorf die er HEMA-vestigingen in onderbracht. In 1999 kwam het vastgoed van Sarma in handen van Redevco, de vastgoedfirma van de Nederlandse familie Brenninkmeijer. In 2001 werd de vereffening van Sarma aangevraagd. Na drie jaar werd deze voltooid en daarmee hield Sarma definitief op te bestaan.